# Sebastián Ribas
Sebastián César Helios Ribas Barbato, mais conhecido como Sebastián Ribas (Montevidéu, 11 de março de 1988). é um futebolista uruguaio que atua como atacante. Atualmente, joga pelo Anorthosis Famagusta.
Sebastián Ribas é filho do ex-treinador do Peñarol e do Venezia Julio César Ribas, e também tem o passaporte italiano, devido a sua mãe ter nascido em Palermo, na Itália.

## Carreira
Ribas iniciou a sua carreira jogando pelo Juventud de Las Piedras. Durante sua primeira temporada, ele atuou em 17 jogos marcando seis gols pelo clube. 

### Internazionale
Em seguida, ele assinou com a Inter de Milão por um valor não revelado. Ribas fez sua primeira partida pelo clube na Coppa Italia, no jogo de volta, em uma vitória por 2 a 0 sobre o Empoli, em 17 de janeiro de 2007. Ribas marcou seu primeiro gol pela Inter de Milão contra o Atalanta, também pela Coppa Italia. Como suas oportunidades na equipe foram limitadas, ele se juntou ao Spezia.

### Dijon
No final da temporada, o seu futuro no Inter tornou-se incerto e Ribas assinou Dijon, no verão de 2008, com um contrato de três anos. Sobre o jogo de abertura da temporada, Ribas fez sua estréia em uma derrota por 3 a 1 contra o Lens. No entanto, em sua estréia, ele recebeu um cartão vermelho depois de receber o segundo amarelo no mesmo jogo. Poucas semanas depois de fazer sua estréia, em 22 de agosto de 2008, Ribas marcou o gol da vitória por 2 a 1 sobre o Tours e em 10 de abril de 2009, ele marcou seu primeiro par de gols no mesmo jogo de sua carreira, em uma vitória por 2 a 1 sobre o Brest. Em sua primeira temporada, Ribas fez 39 jogos e marcou nove gols. No Dijon, Ribas se tornou um jogador influente no clube.
Na temporada seguinte, o clube Ribas melhorou quando ele começou a marcar, resultando em dezesseis gols, sendo o terceiro artilheiro, atrás apenas Anthony Modeste e Olivier Giroud. Durante a temporada Ribas marcou seu primeiro hat-trick da carreira no Dijon, foi na vitória por 5 a 4 sobre o Châteauroux em 30 de outubro de 2009, incluindo o gol da vitória.
No final do ano, Ribas foi escolhido o melhor jogador da Ligue 2 em 2010, marcando 25 gols nesse ano. Depois de marcar um hat-trick na vitória por 3 a 2 sobre o Le Mans em 5 de março de 2011, ele alcançou a contagem a 15 gols em 26 partidas na então atual temporada da Ligue 2, sendo o líder dos goleadores e no final da temporada, Ribas marcou 23 gols, tornando-se o artilheiro do campeonato e o clube foi promovido à Ligue 1. No começo da temporada, Ribas marcou outro hat-trick na vitória por 5 a 1 sobre o Thonon Évian em 17 de setembro 2011. No final da temporada, o clube anunciou que estava em negociações para manter Ribas no clube por mais três anos com aumento salarial. No entanto, Ribas rejeitou um novo contrato com o Dijon. O gerente Patrice Carteron ficou desapontado com a rejeição de Ribas em ter um novo contrato com o Dijon e então deu a seguinte declaração: "Mas nós não pudemos alinhar isso poderia afetar outros lugares. Sebastian vai, mas a alma morre morte. E nós, também, estamos necessariamente muito tristes".

### Genoa
Ribas se juntou ao Genoa da Série A Italiana em 6 de julho de 2011. No entanto, seu tempo em Gênova foi esquecível devido a falta de tempo de jogo e por mal ser utilizado no banco de reservas (apesar de que ele estava no banco duas vezes no início da temporada). Ribas também tinha lutado para se estabelecer na Itália, no entanto, como já não era muito utilizado, ele foi devolvido ao Dijon, mas foi negado por Carteron.

### Empréstimos
Ribas se transferiu para o Sporting Clube de Portugal em 4 de janeiro de 2012, em um acordo de empréstimo, por um ano e meio. Em 15 de janeiro de 2012, ele fez sua estréia em uma derrota por 2 a 1 contra o Sporting de Braga. Pouco tempo depois de entrar para o Sporting, ele era titular da equipe. No entanto, sob o comando do então novo treinador do time Ricardo Sá Pinto, ele foi substituído pelo jovem Diego Rubio. No final da temporada, o período de empréstimo de Ribas em Lisboa terminou.
Ribas se transferiu para o AS Monaco em 16 de julho de 2012, em um acordo de empréstimo, depois de ter deixado a França dois anos antes. Antes do início da temporada, Ribas teve que jogar sua primeira partida pelo time. Isso levou o treinador Claudio Ranieri comentar sobre Ribas, afirmando que ele "ainda precisa de pelo menos um mês para ser competitivo". No entanto, Ribas acabou não atuando, devido a uma lesão e voltou para Gênova.
Em 21 de julho de 2013, ele foi emprestado ao Barcelona Sporting Club de Guayaquil. Ribas retorna à América do Sul para jogar por um ano, com uma preferência de compra do clube do Equador.

## Títulos

### Clube
Juventud
- Torneo di Viareggio: 2006

### Individual
- Jogador do ano na Ligue 2: 2010-11
- Artilheiro da Ligue 2: 2010-11